# Kanton Brouvelieures
Brouvelieures is een voormalig kanton van het departement Vogezen in Frankrijk. Het kanton maakte deel uit van het arrondissement Saint-Dié-des-Vosges. Het werd opgeheven bij decreet van 27 februari 2014 met uitwerking op 22 maart 2015. De gemeenten werden toegevoegd aan het kanton Bruyères.

## Gemeenten
Het kanton Brouvelieures omvatte de volgende gemeenten:
- Belmont-sur-Buttant
- Biffontaine
- Bois-de-Champ
- Brouvelieures (hoofdplaats)
- Domfaing
- Fremifontaine
- Mortagne
- Les Poulières
- Les Rouges-Eaux
- Vervezelle